# 斎藤朋之
斎藤 朋之（さいとう ともゆき）は、元読売テレビプロデューサー。2011年以降は電通に所属。
1996年に読売テレビに入社し、1999年からプロデューサーとしても上司に当たる諏訪道彦のもとで、作品を担当する。2011年には電通に移籍し、コンテンツビジネス・デザイン・センターのコンテンツ・ソリューション室アニメ事業部で、さらなる作品を担当する。
『名探偵コナン』シリーズでの諏訪ほど多くはないが担当作品のイベントに登壇することがあり、2010年には『犬夜叉 完結編』の主題歌を担当したDo As Infinityとalanによる合同インストアイベントに参加している。
担当作品は読売テレビ時代からアニメが大半を占める。

## 担当作品
特記のない作品ではプロデューサーとしてクレジットされている。

### 読売テレビ時代
- 『名探偵コナン』シリーズ
  - テレビシリーズ（アシスタントプロデューサー)
  - 劇場版シリーズ
    - 名探偵コナン 天国へのカウントダウン（アシスタントプロデューサー）
    - 名探偵コナン ベイカー街の亡霊（アシスタントプロデューサー）
    - 名探偵コナン 迷宮の十字路（アシスタントプロデューサー）
    - 名探偵コナン 銀翼の奇術師（アシスタントプロデューサー）
    - 名探偵コナン 水平線上の陰謀（アシスタントプロデューサー）
    - 名探偵コナン 探偵たちの鎮魂歌（アシスタントプロデューサー）
- 『金田一少年の事件簿』シリーズ
  - 金田一少年の事件簿（アシスタントプロデューサー、第120話では斎藤選手役として声の出演）
- ピアノの森（アソシエイトプロデューサー）
- ヤッターマン（2008年版）（コンテンツプロデューサー）
- まっすぐにいこう。
- 『ブラック・ジャック』シリーズ
  - ブラック・ジャック
  - ブラック・ジャック21
- 無敵看板娘
- 『乃木坂春香の秘密』シリーズ
  - 乃木坂春香の秘密
  - 乃木坂春香の秘密 ぴゅあれっつぁ♪
- ケメコデラックス!
- GA 芸術科アートデザインクラス
- 07-GHOST
- 『犬夜叉』シリーズ
  - 犬夜叉 完結編
- 『WORKING!!』シリーズ
  - WORKING!!

### 電通時代
- めだかボックス
- アイカツ！
- ウルトラマン列伝（番組担当）
  - ウルトラマンギンガ（番組担当）
  - ウルトラマンギンガS（番組担当）
- おおかみこどもの雨と雪（製作委員会）
- 『マギ』シリーズ
  - マギ The labyrinth of magic
  - マギ The kingdom of magic
- あにP
- ムシブギョー（チーフプロデューサー）
- 貧乏神が!
- 『ハイキュー!!』シリーズ
  - ハイキュー!!
  - ハイキュー!! セカンドシーズン
  - ハイキュー!! 烏野高校 VS 白鳥沢学園高校
- 銀魂゜
- カミワザ・ワンダ
- トミカハイパーレスキュー ドライブヘッド 機動救急警察
- おそ松さん（プランニングマネージャー）
- 若手アニメーター育成プロジェクト
  - あにめたまご2018（選定評価委員会）[4]
- 深夜!天才バカボン
- トミカ絆合体 アースグランナー
- IDOLY PRIDE（チーフプロデューサー）